# Paralampas
Paralampas is een geslacht van uitgestorven zee-egels uit de familie Cassidulidae. Vertegenwoordigers van dit geslacht zijn slechts als fossiel bekend.

## Soorten
- Paralampas besairiei Lambert, 1929 †
- Paralampas conceptionis Sánchez Roig, 1953 †